# Parc national de l'archipel toscan
Le parc national de l’archipel toscan (en italien : Parco nazionale dell'arcipelago toscano) est un parc national italien situé dans la province de Livourne, en Toscane.
Le parc possède une surface totale de 746 km2, dont 567 km2 maritimes et 179 km2 terrestres. Il est composé de côtes rocheuses, plages, maquis et végétation méditerranéennes.
Le parc est reconnu par l'Unesco au titre de réserve de biosphère des îles toscanes depuis 2003,.

## Description
L’Archipel toscan (chaîne d’îles) est situé entre la mer de Ligurie (nord) et la mer Tyrrhénienne (sud), dans la mer Méditerranée.
Le parc comprend notamment les 7 îles principales de l'archipel : 
- Elbe (la plus grande),
- Capraia,
- Pianosa,
- Montecristo,
- Giglio,
- Gorgone,
- Giannutri.
  - et certaines des îles mineures et des affleurements rocheux (Isola dei Topi,...).

Le point culminant du parc est le mont Capanne (italien: Monte Capanne), avec 1 019 mètres  d’altitude, sur l’île d’Elbe.

## Faune
Parmi les mammifères, il convient de noter la présence de martres et de lapins sauvages, en plus des mouflons et des sangliers, qui ont toutefois été introduits à des fins de chasse. Le goéland d'Audouin est le symbole du parc.

## Galerie

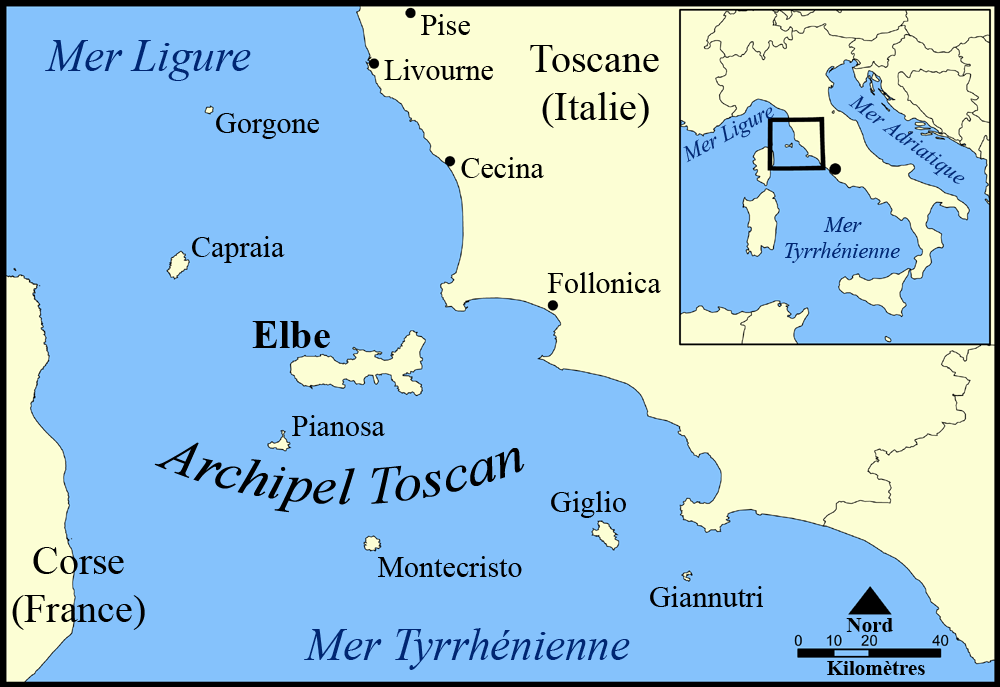
Carte de l'archipel toscan.